# Toutes les télés du monde
Toutes les télés du monde est une émission hebdomadaire diffusée du 2 avril 2005 au 3 septembre 2011 sur Arte. Il s'agit également le titre du livre qui en est l'adaptation paru en 2007.

## Principe de l'émission
L'émission consiste à visiter chaque semaine un pays à travers ses programmes télévisés. Chaque épisode de cette série est l'occasion de rencontrer les gens qui font la télévision dans le monde entier (producteurs, réalisateurs, animateurs, comédiens, responsables de chaînes...) et ceux qui la regardent (familles de téléspectateurs). Au-delà de la curiosité et de l'exotisme des images des télévisions étrangères, cette émission propose de dresser un état des lieux du pays visité, tant sur le plan sociologique, politique, social, culturel... en se servant des programmes télévisés comme d'un miroir déformant de la société. « Dis-moi ce que tu regardes, je te dirai qui tu es » pourrait être le slogan de l'émission qui a atteint les 150 épisodes, de l'Iran à l'Argentine, de l'Utah à la Nouvelle-Zélande en passant par le Burkina, les Philippines ou la Palestine...

## Diffusion
Toutes les télés du monde a été mise à l'antenne sur Arte par Alain Wieder au moment du lancement de la TNT en 2005. Depuis sa création, l'émission est dirigée par son rédacteur en chef Vladimir Donn qui en a signé son adaptation en livre paru aux Éditions du Seuil / Arte Éditions en septembre 2007.
L'émission était diffusée sur Arte tous les samedis, initialement à 10h10, à 14h40 à partir de janvier 2006, puis à 18h30 à partir de septembre 2006.  